# Nyugati dióburok-fúrólégy
A nyugati dióburok-fúrólégy, vagy dió buroklégy (Rhagoletis completa) a rovarok (Insecta) osztályának kétszárnyúak (Diptera) rendjébe és a fúrólégyfélék (Tephritidae) családba tartozó karantén károsító. Világszerte a dió termesztését, annak növényvédelmét alapjaiban meghatározó kártevő.

## Előfordulása
Az USA és Mexikó területéről származik, a 80'-as évek elején jelent meg először Európában, Svájcban. Előfordulása Szlovénia (1997), Észak-Olaszország (1998), Németország (1993), Horvátország (2003), Franciaország (2007) és Ausztria (2009) területéről igazolt. Első magyarországi példányai 2011-ben kerültek elő. Európa éghajlati adottságai és tápnövényének széles körű előfordulása elősegíti a gyors terjedését és felszaporodását.

## Megjelenése
A kifejlett egyedek szárnyfesztávolsága 8–10 mm, barna alapszínű, feje sárga, tora sötét, egy sárga félkör alakú folttal a pajzsocskán. A légy lárvái piszkosfehérek, kifejletten 6 mm hosszúságúak. A talajban báb alakban telel át. Az imágó július elejétől szeptember közepéig rajzik, amely időszak alatt folyamatos a tojásrakás. Az első stádiumú lárvák augusztus elején jelennek meg.

## Életmódja, kártétele
Nyüvei a dió zöld burkában rágnak. Korai fertőzések esetén csökkenthetik a dió méretét, illetve a dióbél ráncosodását is kiválthatják. A dió korai hullását idézheti elő. Még kisebb fertőzési értékek mellett is jelentősen rontja a héjas dió minőségi mutatóit.

## Védekezés
„* A fertőzött és hullott diók eltávolításával csökkenthetjük a terjedést. 
- Feromoncsapdával figyelhető a rajzás és csökkenthető a hím egyedek száma, így a tojásrakás mértéke is.
- A kémiai védekezés időpontja ennél a kártevőnél is a rajzásmegfigyelésen alapszik, amelyben a feromoncsapda nyújt segítséget.
- A hímek első megjelenésekor érdemes a kezelést megkezdeni.”

– Növényvédelem 48. évfolyam 2012. szeptember, 9. szám 419-424.

## A javasolt készítmények
Nyugati dióburok fúró légy ellen engedélyezett szabad-forgalmú szer a deltametrin tartalmú (Decis), zeta-cipermetrin, (Karate Zeon 5 CS), az acetampirid tartalmú (Mospilan 20 SG), és nem szabad-forgalmú szer a tiakloprid (Calypso 480 SC).
A védekezés hatékonysága érdekében kéthetente célszerű permetezni egészen szeptember közepéig. A készítmények alkalmazása ugyan jelentősen gyérítheti az egyedszámot, de a rajzás egyenetlensége miatt nem biztosít teljes védelmet. Tovább bonyolítja a helyzetet, hogy a diófák mérete miatt speciális permetezőgép is szükségessé válhat.